# Utopia (Roman)

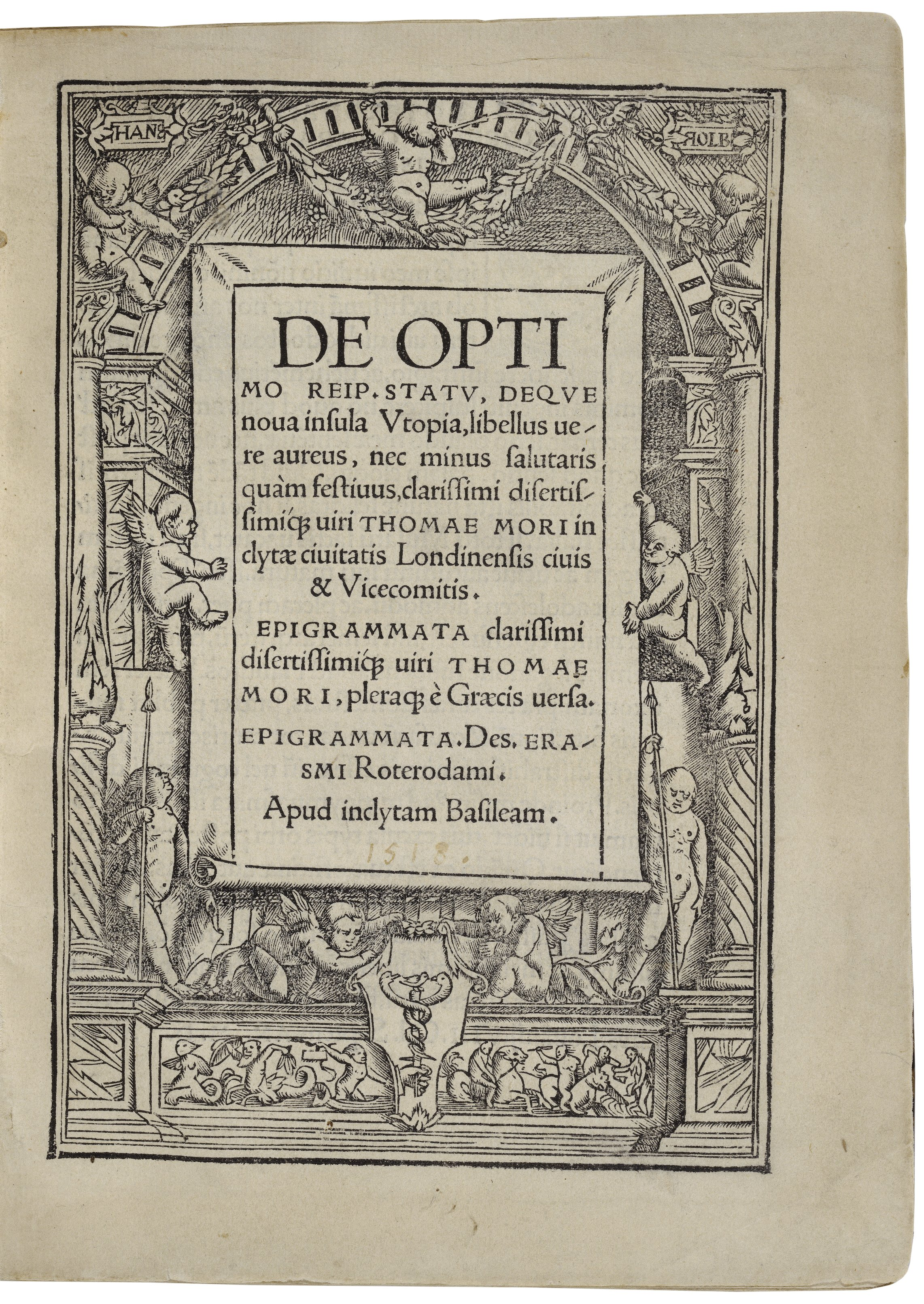
Frontispiz der Ausgabe von 1518

Utopia [uˈtʰoːpi̯ɑ] (IPA-Lautschrift) – Erstdruck 1516 unter dem Titel: Libellus vere aureus, nec minus salutaris quam festivus, De optimo rei publicae statu deque nova insula Utopia („Ein wahrhaft goldenes Büchlein, nicht minder heilsam als unterhaltsam, Von der besten Verfassung des Staates und von der neuen Insel Utopia“) – ist ein von Thomas Morus (1478–1535) in lateinischer Sprache verfasster philosophischer Dialog, der Anfang des 16. Jahrhunderts zunächst in Belgien erschien. Der Londoner Bürger und Undersheriff, spätere Speaker und Lordkanzler stellt darin die Schilderung einer fernen idealen Gesellschaft vor und gab damit den Anstoß zum Genre der Sozialutopie.
Die Erstveröffentlichung 1516 in Löwen geschah auf Betreiben von Morus’ engem Freund, dem Humanisten Erasmus von Rotterdam (um 1467–1536). Herausgegeben wurde das Werk unter Mithilfe des Antwerpener Stadtschreibers Pieter Gillis (latinisiert Petrus Aegidius; 1486–1533) und des Druckers der Löwener Universität Theodor Martin von Aelst; weitere Drucke folgten 1517 in Paris und 1518 in Basel. Die erste Übersetzung ins Deutsche – unter dem Titel Von der wunderbarlichen Innsel Utopia genant/ das ander Buch/ … – erschien 1524 in Basel und enthielt nur den zweiten Teil.
Zu dem Werk inspiriert wurde Morus durch den italienischen Autor und Ordenspriester Peter Martyr Vermigli, der von Menschen auf einer Insel sprach, „die in einem Goldenen Zeitalter“ leben. Vermigli beruft sich auf Aufzeichnungen des Mönchs Ramón Pané, den Christoph Kolumbus ins Landesinnere von Hispaniola schickte und der dort einige indigene Gruppen vorfand. Der Umstand der starken Autarkie in den beschriebenen Gesellschaften löste bei einigen Europäern Bewunderung aus und regte Morus zum Schreiben seines Romans an.

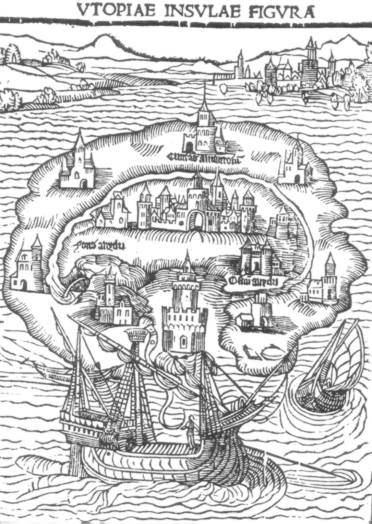
Der Holzschnitt in der Ausgabe von 1516 zeigt eine Insel, deren Umriss einer Mondsichel ähnelt

Rahmenhandlung ist ein Aufenthalt Morus’ in Antwerpen, wo er seinem geschätzten Freund Peter Ägidius und einem Fremden begegnet, der als belesener, weitgereister Portugiese und angeblicher Reisegefährte Vespuccis vorgestellt wird. Morus erinnert sich an ihr Gespräch und gibt Erzählungen und Berichte des Weltreisenden wieder, der eine Zeit lang auf einer Insel namens Utopia bei den dortigen Utopiern gelebt haben will. Die beschriebene Gesellschaft mit demokratischen Grundzügen basiert auf rationalen Entscheidungen, Gleichheitsgrundsätzen, Arbeitsamkeit und dem Streben nach Bildung. In dieser Republik ist aller Besitz gemeinschaftlich, Anwälte sind unbekannt, und unabwendbare Kriege werden bevorzugt mit ausländischen Söldnern geführt.
Das Buch war so prägend, dass danach Romane, die eine erfundene positive Gesellschaft darstellen, als utopischer Roman oder Utopie bezeichnet werden. Beispiele hierfür sind La città del Sole (1623; dt. Der Sonnenstaat) von Tommaso Campanella, Nova Atlantis (1627; dt. Neu-Atlantis) von Francis Bacon, A Modern Utopia (1905; dt. Jenseits des Sirius) von H. G. Wells, Island (1962; dt. Eiland) von Aldous Huxley oder Ecotopia (1975; dt. Ökotopia) von Ernest Callenbach  im Anschluss an Utopia.
Das Genre des utopischen Romans wird heute oft als Bereich der Science-Fiction aufgefasst.

## Das Leben der Utopier

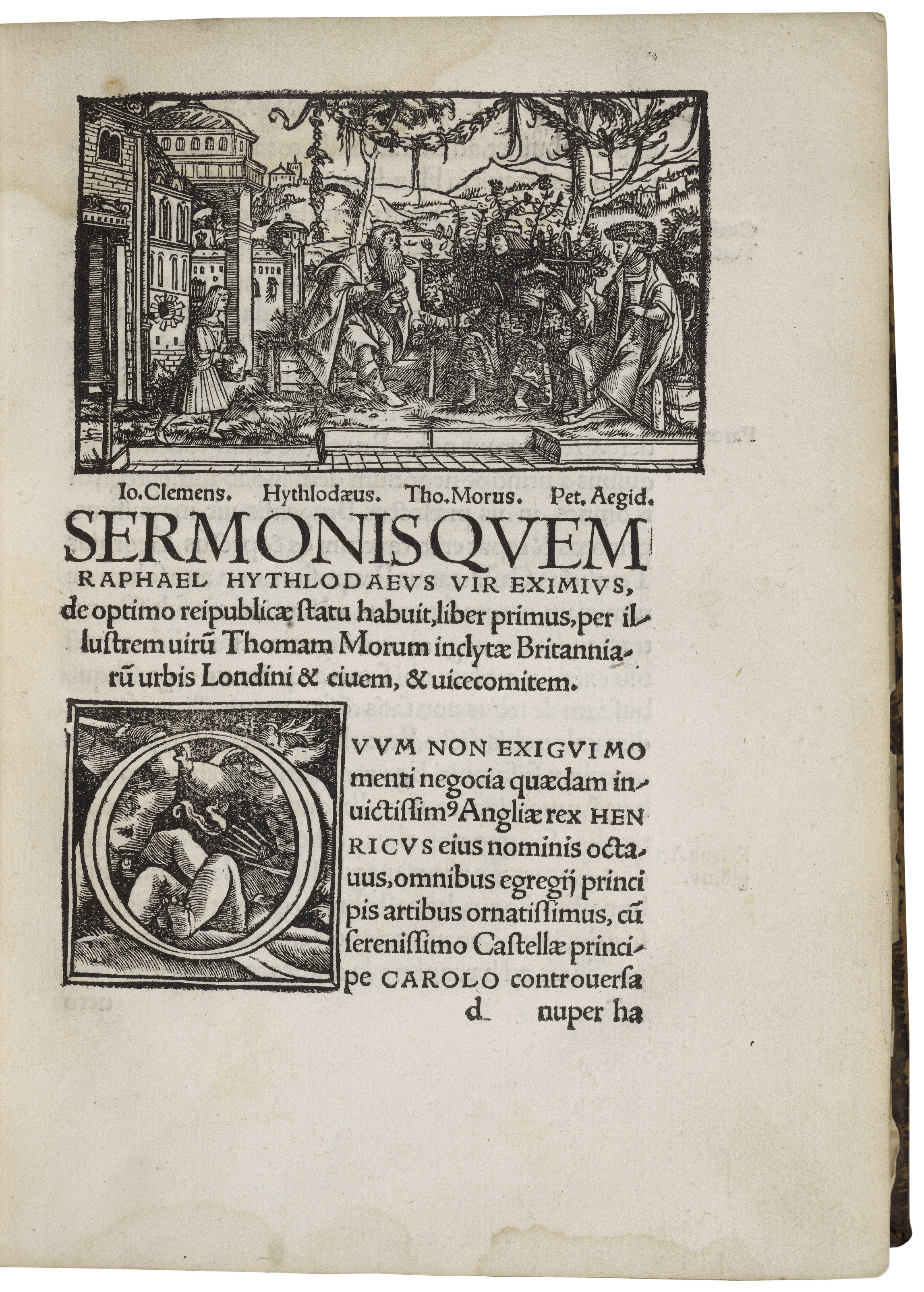
Illustration des Gesprächs mit Raphael Hythlodeus im ersten Teil der Basler Ausgabe von 1518

Der erste Teil des Werks hat eine Rahmenhandlung zum Inhalt, in der Thomas Morus eine ausführliche Kritik an den damaligen politischen und gesellschaftlichen Verhältnissen Europas, insbesondere Englands übte. Heftig prangerte er beispielsweise die Praxis der Todesstrafe an, die in England selbst Dieben drohte, so dass es für sie keinen Unterschied zwischen Stehlen und Morden gab. Im zweiten Teil schildert er die Organisation des zukünftigen Staates Utopia und die Lebensverhältnisse seiner Bewohner.
Die Utopier leben in Städten und bilden Familienverbände. Erwachsene gehen eine monogame Ehe ein. Es herrscht allgemein eine patriarchalische Hierarchie, und die Älteren bestimmen über die Jüngeren. Überfamiliär ist die Gemeinschaft klosterähnlich organisiert mit Gemeinschaftsküchen und gemeinsamen Speisungen. Ein jährlich gewählter Vorsteher („Phylarch“) hat die Aufsicht über einen Familienverband von 30 Familien. Privateigentum existiert nicht, jeder bekommt unentgeltlich diejenigen von der Gemeinschaft produzierten Güter für den persönlichen Bedarf zugeteilt, die er begehrt. Männer und Frauen arbeiten als Handwerker sechs Stunden am Tag. In welchem Handwerk ein Bürger ausgebildet wird, kann er selbst entscheiden. Es besteht die Pflicht zur Arbeit, und turnusgemäß werden die Utopier aufs Land verschickt, wo sie gemeinschaftlich Ackerbau betreiben. Für Kinder besteht Schulpflicht. Besonders Begabte erhalten eine wissenschaftliche oder künstlerische Ausbildung. Die wissenschaftlichen Vorlesungen sind öffentlich, sie zu besuchen ist die beliebteste Freizeitgestaltung der Utopier. Besonderen Wert legen die Bürger auf eine für jeden Kranken optimale Krankenversorgung. Männer und Frauen üben regelmäßig für den Kriegsdienst. Kriegsverbrecher und Straftäter, teils als Todeskandidaten aus dem Ausland gekauft, müssen Zwangsarbeit leisten. In der säkular organisierten Gemeinschaft herrscht religiöse Toleranz.
Der Staat ist eine Republik. Jede Stadt wird von einem Senat regiert, der sich aus Wahlbeamten auf Zeit zusammensetzt. Das jeweilige Stadtoberhaupt ist auf Lebenszeit gewählt; entwickelt es tyrannische Züge, so kann es abgesetzt werden.
Geldverkehr kennen die Utopier nicht. Sie sollen aber durch eine Überproduktion an Gütern vieles davon anhäufen und verwenden es, um Söldnerheere zu unterhalten oder Handel zu betreiben. Die Utopier selbst schätzen Gold nicht.
Städte dürfen nur eine bestimmte Größe erreichen. Überbevölkerung wird durch Migration bzw. Bildung einer Kolonie im Ausland ausgeglichen. Umgekehrt findet bei Einwohnermangel ein Rückfluss aus den Kolonien oder überbevölkerten Städten statt.

## Abschaffung des Privateigentums
Im ersten Teil findet sich ein Gespräch vor dem gemeinsamen Essen, verschiedene Umstände erörternd, was die beste Verfassung eines Staates wäre und wo möglich. Seinen Gesprächspartner Raphael Hythlodeus lässt Morus hier zur Frage des Eigentums sagen:

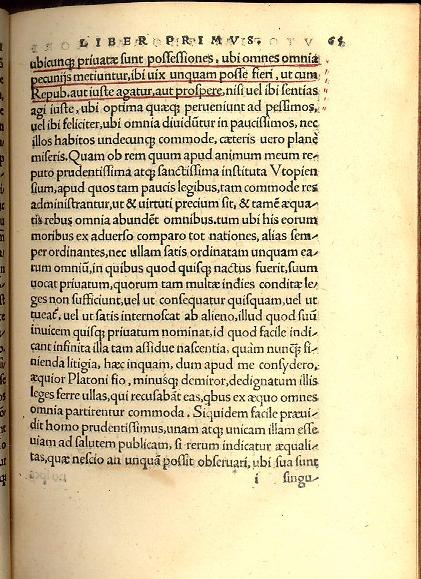
Überlegungen zur Verteilung der Güter in Verhältnissen

„Quanquam profecto mi More (ut ea uere dicam, quae meus animus fert) mihi uidetur ubicunque priuatae sunt possessiones, ubi omnes omnia pecunijs metiuntur, ibi uix unquam posse fieri, ut cum Republica aut iuste agatur, aut prospere, nisi uel ibi sentias agi iuste, ubi optima quaeque perueniunt ad pessimos, uel ibi feliciter, ubi omnia diuiduntur in paucissimos, nec illos habitos undecunque commode, caeteris uero plane miseris.
[…] haec inquam, dum apud me consydero, aequior Platoni fio, minusque demiror, dedignatum illis leges ferre ullas, qui recusabant eas quibus ex aequo omnes omnia partirentur commoda. Siquidem facile praeuidit homo prudentissimus, unam atque unicam illam esse uiam ad salutem publicam, si rerum indicatur aequalitas, quae nescio an unquam possit obseruari, ubi sua sunt singulorum propria. Nam quum certis titulis, quisque quantum potest, ad se conuertit, uantacumque fuerit rerum copia, eam omnem pauci inter se partiti, reliquis relinquunt inopiam, fereque accidit, ut alteri sint alterorum sorte dignissimi, quum illi sint rapaces, improbi atque inutiles, …“

„Und überhaupt, mein Morus – um ehrlich zu sagen, was ich denke – mir scheint, daß überall, wo es Privateigentum gibt und wo jedermann alles nach dem Geldwert bemißt, es kaum in einem Staatswesen gerecht zugehen und das Glück herrschen kann, es sei denn, man wäre der Ansicht, dort gehe es gerecht zu, wo das Beste an die Schlechtesten kommt, oder dort herrsche das Glück, wo alles unter wenige verteilt wird und auch diese wenigen nicht in jeder Beziehung gut daran sind, die übrigen aber ganz schlecht.
[…] Wie gesagt, wenn ich daran denke, begreife ich Plato besser und wundere mich weniger, daß er es ablehnte, solchen Leuten Gesetze zu geben, die von einer gleichmäßigen Verteilung aller Lebensgüter unter alle nichts wissen wollten. Denn der kluge Mann erkannte unschwer, daß dies der einzige, alleinige Weg zum allgemeinen Wohl ist, wenn man Gleichheit der Verhältnisse anordnet; diese aber kann schwerlich jemals dort Platz greifen, wo der einzelne über Eigentum verfügt. Wenn nämlich jeder unter Berufung auf garantierte Rechtstitel auf seine Mühle leiten darf, was er kann, so mag soviel dasein, wie will: es teilen doch immer nur ein paar wenige den ganzen Reichtum unter sich und lassen den übrigen die Armut. Dabei ist es in der Regel so, daß die einen das Los der anderen verdienten: jene sind Räuber, Schurken und Nichtsnutze, …“

## Satire
Thomas Morus kreierte zwar eine „neue These“; dabei stützt er sich aber auf Platon (Politeia, Nomoi), Cicero und andere Gelehrte vor ihm. Neueren Forschungsarbeiten zufolge soll es sich bei Morus’ Werk um eine satirische Darstellung handeln, deren Ziel die Herabwürdigung des platonischen Gerechtigkeitsbegriffs war. Argumentiert wird damit, dass Morus z. B. bezüglich der Idee des Gemeineigentums mehrere Gegenargumente des Aristoteles benutzt, ohne adäquate Erwiderungen entgegenzusetzen.
Ohne Zweifel hat das Werk satirische Momente und enthält einige ironische Brechungen des Utopiegedankens. So beginnt Morus im Vorwort ein ironisches Spiel mit der Frage, ob Utopia wirklich existiert oder bloß eine Fiktion ist. Auch der Name „Utopia“ hat seinen Ursprung in dem dem Text vorangestellten Wortspiel mit den griechischen Bezeichnungen Outopia (Οὐτοπεία) und Eutopia (Εὐτοπεία) (übersetzt „Nichtort“ und „glücklicher Ort“), die im Englischen Homophone sind. Die ironische Brechung wird fortgesetzt, indem der Autor selbst namentlich in seinem Roman auftritt und hierbei den skeptischen Dialogpartner des Berichterstatters über Utopia spielt. Dieser Berichterstatter trägt zudem den seltsamen Namen Raphael Hythlodeus, was in deutscher Übersetzung so viel wie „Possenreißer“ heißt. Und während der Titel auf Lateinisch „den besten Staat“ ankündigt (De optimo statu rei publicae deque nova insula Utopia), gibt Morus als namentlicher Protagonist seines eigenen Werkes zu, dass einiges an Utopia zwar durchaus wünschbar sei, er hingegen an eine Verwirklichung der Utopie (in Europa) nicht glaube und eigentlich nur aus Höflichkeit bestimmten Punkten der lobenden Schilderung Hythlodeus nicht widersprochen habe. So hält Morus geschickt alle Argumentationsrichtungen dialogisch in der Schwebe und ermöglicht dem kritischen Leser, sich ein eigenes Urteil zu bilden.

## Utopischer Staatsroman
Morus begründete eine literarische Tradition der Ausarbeitung fiktiver etatistischer Staatsmodelle. Rationale Gesetzgebung und statische, prinzipiengeleitete Organisation der Lebensgemeinschaft wurden zu Garanten des Glücks erhoben. Hauptsorge der vorindustriellen Gesellschaft war die Verteilungsgerechtigkeit für eine optimale Versorgung der Bürger mit den knappen Gütern und die Bewahrung des inneren und äußeren Friedens. Obwohl die Renaissance als Zeitalter der Entdeckung des Individuums gilt, wurde der Egoismus in seinen Formen der Sündhaftigkeit und triebhaften Unmoral als Antipode des Gemeinschaftssinns und damit als Störelement des gerechten Ausgleichs der Lebensverhältnisse und der Gemeinschaftsinteressen beschrieben. Dem gegenüber traten im 18. Jahrhundert mit den ersten Innovationsschüben durch Wissenschaft und Technik des Zeitalters der Aufklärung die freie Entfaltung der Persönlichkeit und eine allgemeine Idee der Freiheit der Individuen als Grundvoraussetzung eines selbstbestimmten Lebens in den Vordergrund, und der Blick richtete sich in eine dynamische Zukunft.

## Ausgaben und Übersetzungen
lateinisch und englisch
- Thomas Morus: [Libellus vere aureus nec minus salutaris quam festivus] De optimo rei publicae statu deque nova Insula Utopia. Löwen 1516. (bei Dirk Martens)
- George M. Logan, Robert M. Adams, Clarence H. Miller (Hrsg.): Thomas More: Utopia. Cambridge University Press, Cambridge 1995, ISBN 0-521-40318-9 (kritische Edition des lateinischen Textes und englische Übersetzung)

deutsch
Die erste Übersetzung (jedoch nur des zweiten Buches) ins Deutsche erschien 1524.
- Utopia, Aus dem Lateinischen von Alfred Hartmann, Diogenes 1981, Zürich, ISBN 978-3-257-20420-9.
- Utopia, üb. v. Gerhard Ritter, Reclam, Stuttgart 1964 u.ö., ISBN 978-3-15-000513-2.
- Utopia, üb. v. Hermann Kothe, Insel, Frankfurt am Main 1992, ISBN 3-458-32906-4.
- Utopia, üb. v. Jacques Laager, Manesse, Zürich 2004, ISBN 3-7175-2054-7.
- Utopia, üb. v. Hermann Kothe, Anaconda, Köln 2009, ISBN 978-3-86647-367-6.
- Der utopische Staat. Morus, Utopia – Campanella, Sonnenstaat – Bacon, Atlantis, üb. v. Klaus J. Heinisch, Rowohlt, Reinbek 1960 u.ö., ISBN 978-3-499-45068-6.
- Utopia. Ein wahrhaft goldenes und ebenso heilsames wie erheiterndes Büchlein über den besten Staatszustand und über die neue Insel Utopia.  Hrsg. von Jürgen Teller und aus dem Lateinischen übersetzt von Curt Woyte. Mit dem von Jürgen Teller aus dem Lateinischen übersetzten Anhang: Erasmus von Rotterdam grüßt den hochedlen Ritter Ulrich von Hutten. (Brief vom 23. Juli 1519) Philipp Reclam jun., Leipzig 1979 (= Reclam Universalbibliothek. Band 513)
- Utopia, hrsg. v. Jürgen Teller, Reclam, Leipzig 1982.
- Utopia,  üb. v. Gerhard Ritter, Büchergilde Gutenberg, Frankfurt am Main und Wien 1986, ISBN 3-7632-3200-1.